# Onthophagus truchmenus
Onthophagus truchmenus é uma espécie de inseto do género Onthophagus, família Scarabaeidae, ordem Coleoptera.
Foi descrita cientificamente por Kolenati em 1846.